# Star Wars: Lando (cómic)
Star Wars: Lando es una miniserie de cómics compuesta por cinco números donde se cuenta una historia independiente protagonizada por Lando Calrissian, personaje secundario visto en las películas de la saga Star Wars: Episode V - The Empire Strikes Back y Star Wars: Episode VI - Return of the Jedi. La historia estuvo escrita por Charles Soule y los dibujos corrieron a cargo de Alex Maleev. Se publicó en los Estados Unidos por la editorial de historietas gráficas americana Marvel Comics y en España por Editorial Planeta.

## Sinopsis
La historia comienza con Lando después de haber seducido a una gobernadora imperial para que le entregue un objeto precioso que usa para pagar algunas antiguas deudas. Sin embargo, cuando le paga la deuda a Papa Toren, el alien con quien estaba endeudado, el mafioso le dice que sólo una parte de su deuda ha sido exonerada. Para limpiar totalmente esa deuda, Lando con la ayuda de su fiel compañero Lobot, deben robar una nave de un astillero Imperial. Sin embargo, tras robarla se dan cuenta de que la carga hace referencia a artículos Sith y descubren que se trata de un crucero propiedad personal del Emperador Palpatine.

## Creación
La miniserie fue escrita por el historietista Charles Soule, conocido dentro del mundo del cómic por sus trabajos en series como Daredevil, She-Hulk, Death of Wolverine o Superman/Wonder Woman. Alex Maleev, dibujante de origen búlgaro, creó las viñetas de los cinco números. Maleev es conocido también dentro del mundo del cómic americano por sus trabajos en series como Daredevil, Caballero Luna o Spider Woman. Soule comentó sobre este personaje que para él era el más chulo de todos los de la saga Star Wars y que ideó el cómic para demostrarlo.
Soule participó con posterioridad en otra serie de Star Wars llevada al cómic titulada Star Wars: Obi-Wan & Anakin, en la que se contó una historia independiente de los personajes de saga Obi-Wan Kenobi y Anakin Skywalker y, en relación con ello, el escritor declaró: «Fue muy diferente escribir ambas historias, una es sobre la relación entre maestro-estudiante y la otra sobre un contrabandista sinvergüenza».

## Recepción
Star Wars: Lando tuvo en general una buena aceptación. La base de datos de cómics Comicbookroundup.com la calificó con una media de 8.3 sobre 10. Goodreads.com le dio un 3.77 sobre 5 de 1 717 votos.